# Las Primeras Chicas de Oro
Las Primeras Chicas de Oro, también llamadas simplemente Chicas de Oro, es el apodo por el que se conoce a las ocho componentes del conjunto español de gimnasia rítmica campeón del mundo en el Mundial de Atenas 1991. Recibieron el seudónimo por parte de la prensa tras ser el primer equipo femenino español en proclamarse campeón mundial en un deporte mediático, siendo también el primer oro logrado por la selección española de gimnasia rítmica en un Mundial. Además, seis de ellas fueron bicampeonas de Europa en Stuttgart 1992, siendo los primeros y, hasta el momento, únicos oros logrados por España en un Europeo de Gimnasia Rítmica.
Entrenado por Emilia Boneva y Ana Roncero, el conjunto campeón mundial en 1991 estuvo integrado por Débora Alonso, Lorea Elso, Bito Fuster, Isabel Gómez, Montse Martín y Gemma Royo, además de Marta Aberturas y Cristina Chapuli como suplentes.

## Las ocho campeonas mundiales en Atenas '91

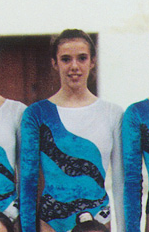
Débora Alonso (1989 - 1992)
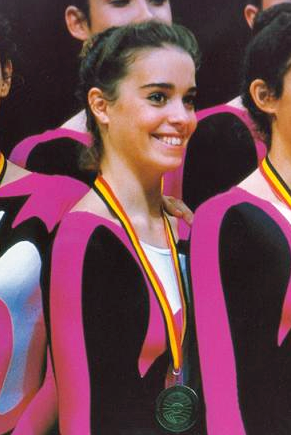
Lorea Elso (1988 - 1992)
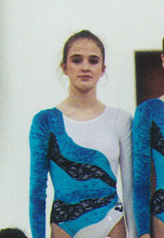
Bito Fuster (1988 - 1992)
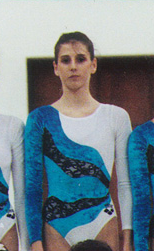
Isabel Gómez (1990 - 1992)
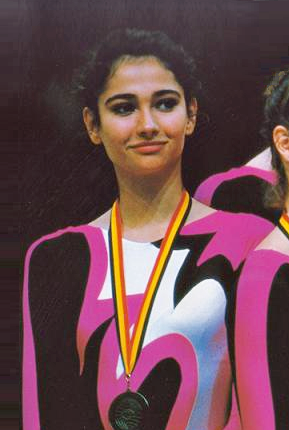
Montse Martín (1989 - 1992)
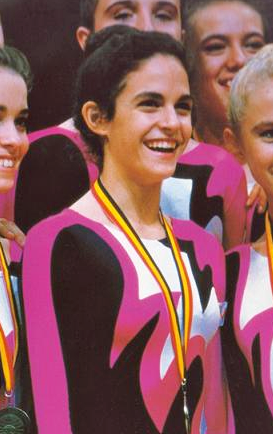
Gemma Royo (1989 - 1992)
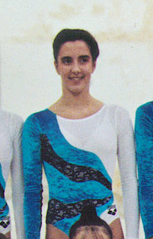
Marta Aberturas (1988 - 1991)
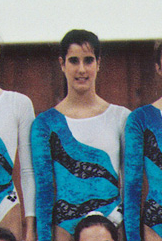
Cristina Chapuli (1989 - 1991)

- Débora Alonso Herrero (Valladolid, 3 de junio de 1974). Procedente del Club Vallisoletano, estuvo en el conjunto desde 1989, aunque no fue titular hasta 1991. Con el equipo logró, entre otras preseas, el título mundial en la general en Atenas 1991 y el bicampeonato europeo en Stuttgart 1992. Se retiró a finales de ese año tras el Mundial de Bruselas. Posteriormente se ha dedicado a dar clases de gimnasia de mantenimiento, aeróbic, bailes de salón y gimnasia rítmica.
- Lorea Elso Torralba (Pamplona, 8 de junio de 1973). Tras iniciarse en el Club Ivanka Tchakarova y pasar por la S.C.D.R. Anaitasuna, entró al equipo nacional para 1988, siendo capitana del mismo desde 1991 hasta 1992. Consiguió, entre otros logros internacionales, el título mundial en Atenas 1991 y el bicampeonato europeo en Stuttgart 1992. Se retiró ese mismo año tras el Mundial de Bruselas. Posteriormente obtuvo el título de Entrenadora Nacional y ha trabajado en el sector audiovisual, donde ha ejercido labores en productoras y exhibidoras de cine.
- Teresa Bito Fuster Amades (Tarragona, 28 de octubre de 1974). Entró al conjunto en 1988 procedente del Club Gimnàstic de Tarragona. Con el equipo nacional se proclamó campeona del mundo en Atenas 1991 y logró dos oros en el Europeo de Stuttgart 1992, además de otras numerosas medallas. Tras su retirada de la gimnasia en 1992, fue jugadora de la selección española femenina de rugby. Posteriormente ha sido profesora de varias asignaturas en la Universidad Ramon Llull de Barcelona y la Universidad Rovira i Virgili en Amposta (Tarragona), así como responsable de Deportes y Voluntarios del Comité Organizador de los Juegos Mediterráneos de Tarragona 2018. En la actualidad es vocal de la Junta Directiva del Club Gimnàstic de Tarragona.[4]
- Isabel Gómez Pérez (Santa Cruz de Tenerife, 28 de febrero de 1976). Procedente de la Escuela de Tecnificación de Tenerife, ingresó a la selección en 1990. Con la misma, llegó a ser campeona mundial en Atenas 1991 y bicampeona europea en 1992, entre otros logros. Se retiró junto al resto del sexteto titular campeón mundial a finales de 1992.

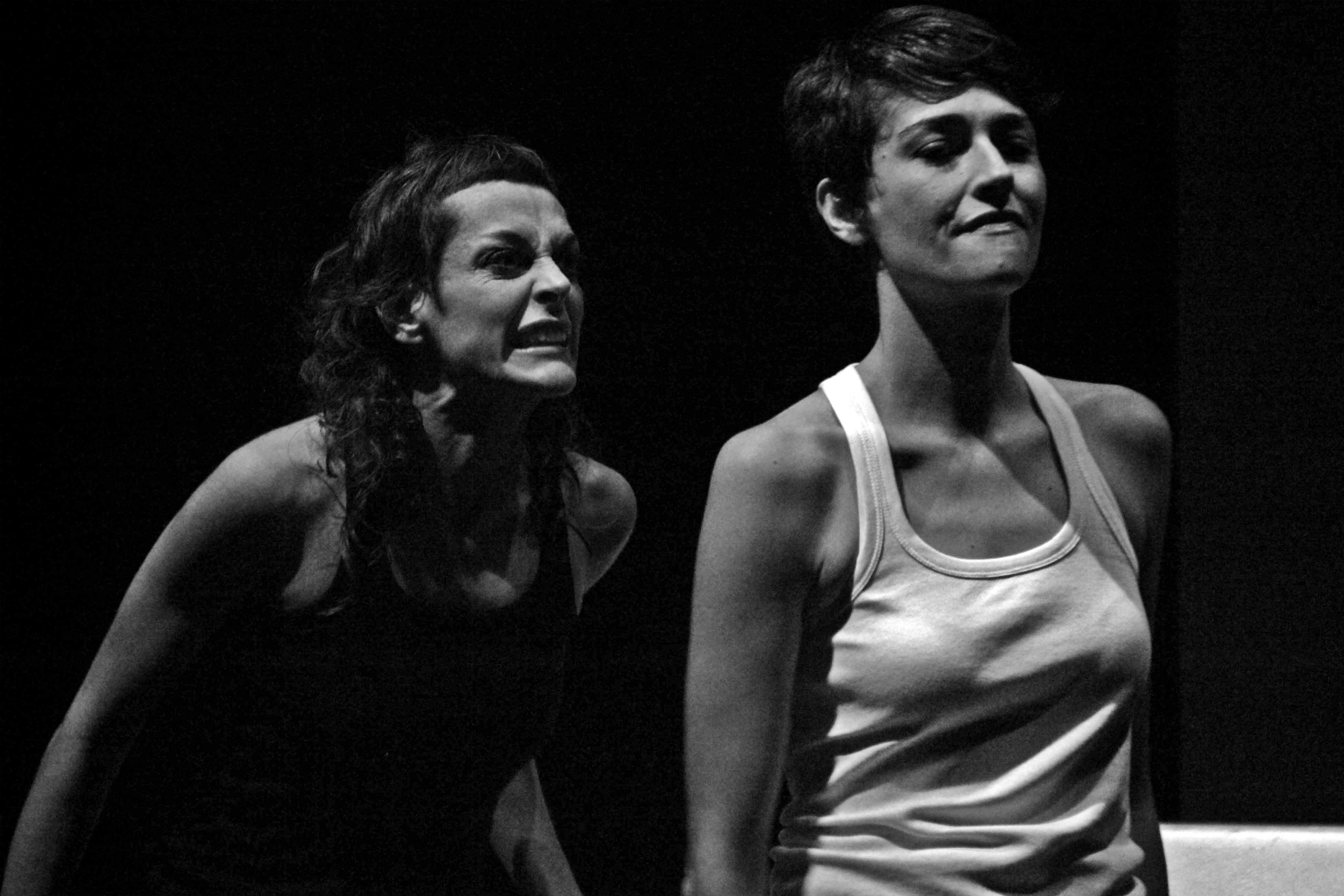
Montse Martín (derecha) como protagonista de la obra de teatro Conmovidas en blanco y negro (2009).

- Montse Martín López (Lérida, 2 de diciembre de 1974). Tras iniciarse en el Sicoris Club y pasar por la Escuela Catalana de Gimnasia Rítmica, en 1989 participó en el Campeonato de Europa Júnior de Tenerife con el conjunto júnior, obteniendo el bronce. Entró al equipo nacional sénior ese mismo año. Campeona mundial en Atenas 1991 y bicampeona europea en Stuttgart 1992, entre otros hitos, se retiró a finales de ese año tras el Mundial de Bruselas. Posteriormente, ha trabajado como diseñadora gráfica, pintora, ilustradora, actriz y bailarina.[5]
- Gemma Royo Lorte (Zaragoza, 20 de marzo de 1975). Procedente del C.E.G.R. de Zaragoza, en 1989 participó en el Campeonato de Europa Júnior de Tenerife con el conjunto júnior, obteniendo la medalla de bronce. Entró al conjunto sénior ese mismo año, logrando con el equipo el título mundial en la general en Atenas 1991 y el bicampeonato europeo en Stuttgart 1992, entre otras preseas. Se retiró ese año junto al resto del sexteto titular campeón del mundo. Posteriormente fue brevemente entrenadora en su club de Zaragoza a nivel escolar y nacional. Actualmente trabaja en una empresa internacional de Telecomunicaciones en Madrid.
- Marta Aberturas Rubio (Gijón, 5 de julio de 1974). También proveniente del C.E.G.R. de Zaragoza, entró a la selección en 1988, siendo gimnasta suplente en la mayor parte de competiciones. Su logro más importante fue el título mundial en Atenas 1991, retirándose ese mismo año.
- Cristina Chapuli Egido (Alicante, 18 de enero de 1975). Tras iniciarse en el Club Atlético Montemar, en 1989 participó en el Campeonato de Europa Júnior de Tenerife con el conjunto júnior, obteniendo el bronce. Entró al equipo nacional sénior ese mismo año, siendo suplente la mayor parte de competiciones. Campeona mundial en Atenas 1991, se retiró a finales de ese año.

## Biografía deportiva

#### 1988-1990: conformación del equipo y Europeo de Goteborg

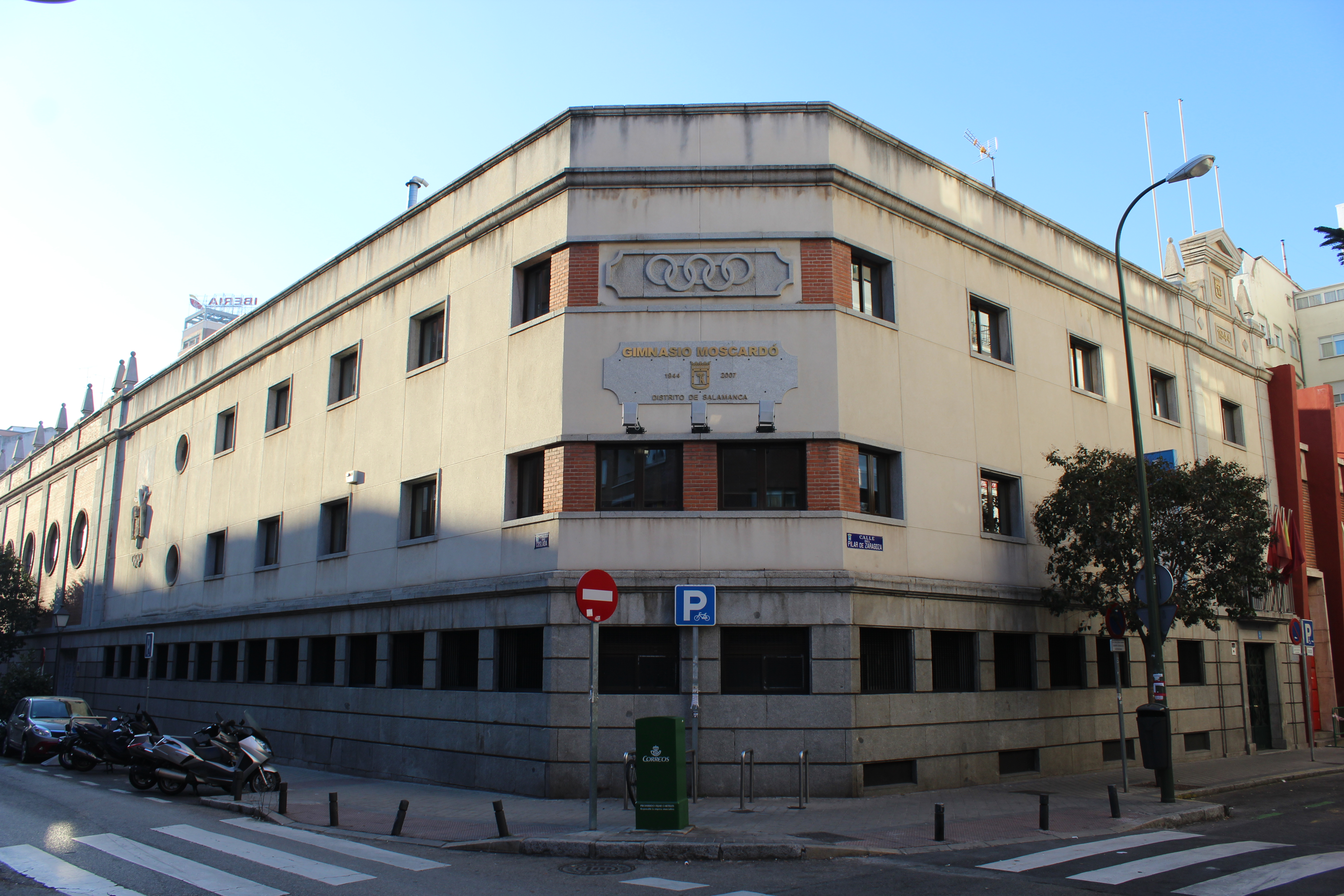
El Gimnasio Moscardó, en el distrito de Salamanca (Madrid), fue el lugar de entrenamiento de la selección nacional de gimnasia rítmica hasta 1997.

Tres de las gimnastas del combinado campeón mundial, Lorea Elso, Bito Fuster y Marta Aberturas, pasaron a formar parte del conjunto sénior a fines de 1988. Para finales de 1989 entraron al equipo Débora Alonso, Montse Martín, Gemma Royo y Cristina Chapuli, y hacia finales de 1990 ingresaría Isabel Gómez. Las integrantes del combinado español entrenarían unas 8 horas diarias en el Gimnasio Moscardó de Madrid a las órdenes de Emilia Boneva y de Ana Roncero, que desde 1982 eran seleccionadora nacional y entrenadora de conjuntos respectivamente, y convivirían en una casa en La Moraleja.
En 1990, con siete de las ocho gimnastas que posteriormente serían campeonas mundiales ya en el conjunto, tuvo lugar el Campeonato de Europa de Goteborg, en el que consiguieron la medalla de bronce tanto en el concurso general como en 3 pelotas y 3 cuerdas, y la de plata en 12 mazas. En la Final de la Copa del Mundo, disputada ese año en Bruselas, obtuvieron 3 medallas de bronce, una por cada final. Serían logradas por Beatriz Barral, Lorea Elso, Bito Fuster, Arancha Marty, Montse Martín y Vanesa Muñiz, siendo suplentes Marta Aberturas y Gemma Royo. Débora Alonso y Cristina Chapuli también formaban parte del equipo, pero no fueron convocadas a las competiciones ese año. En el torneo Wacoal Cup de Tokio, celebrado en noviembre, lograron la plata en la general.

#### 1991: título mundial en Atenas

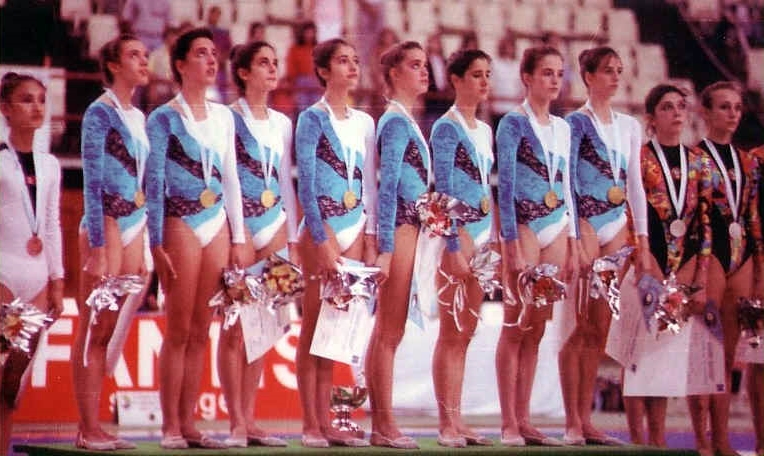
El conjunto con la medalla de oro en el podio del Mundial de Atenas (1991).

En 1991, los dos ejercicios del conjunto fueron el de 6 cintas y el de 3 pelotas y 3 cuerdas. El primero tenía como música «Tango Jalousie», compuesta por Jacob Gade, mientras que el de pelotas y cuerdas, usaba el tema «Campanas», de Víctor Bombi. Para coreografiar los pasos de danza del ejercicio de 6 cintas se contó con la ayuda de Javier Castillo «Poty», entonces bailarín del Ballet Nacional, aunque el coreógrafo habitual del equipo era el búlgaro Georgi Neykov. Previamente al Mundial, consiguieron el oro en el torneo de Karlsruhe (por delante de URSS y Bulgaria) y 3 bronces en el Gymnastic Masters de Stuttgart, ambos en Alemania.
El 12 de octubre de 1991, el conjunto español logró la medalla de oro en el concurso general del Campeonato del Mundo de Gimnasia Rítmica de Atenas. Este triunfo fue calificado por los medios como histórico, ya que fue la primera vez que España se proclamó campeona del mundo de gimnasia rítmica. En la primera jornada del concurso general habían conseguido una puntuación de 19,500 en el ejercicio de 3 pelotas y 3 cuerdas, mientras que en la siguiente, con el montaje de 6 cintas, obtuvieron una nota de 19,350 (9,90 en composición y 9,45 en ejecución). Con una calificación total de 38,850, el equipo español consiguió finalmente superar en el concurso general a la URSS por 50 milésimas, mientras que Corea del Norte fue bronce. Al día siguiente, serían además medalla de plata en las dos finales por aparatos, la de 6 cintas, y la de 3 pelotas y 3 cuerdas. Estas preseas fueron conseguidas por Débora Alonso, Lorea Elso, Bito Fuster, Isabel Gómez, Montse Martín y Gemma Royo, además de Marta Aberturas y Cristina Chapuli como suplentes. Dichas medallas serían narradas para España por la periodista Paloma del Río a través de La 2 de TVE. Tras esta consecución, a finales de 1991 realizarían una gira por Suiza.

#### 1992: títulos europeos en Stuttgart, Mundial de Bruselas y retirada

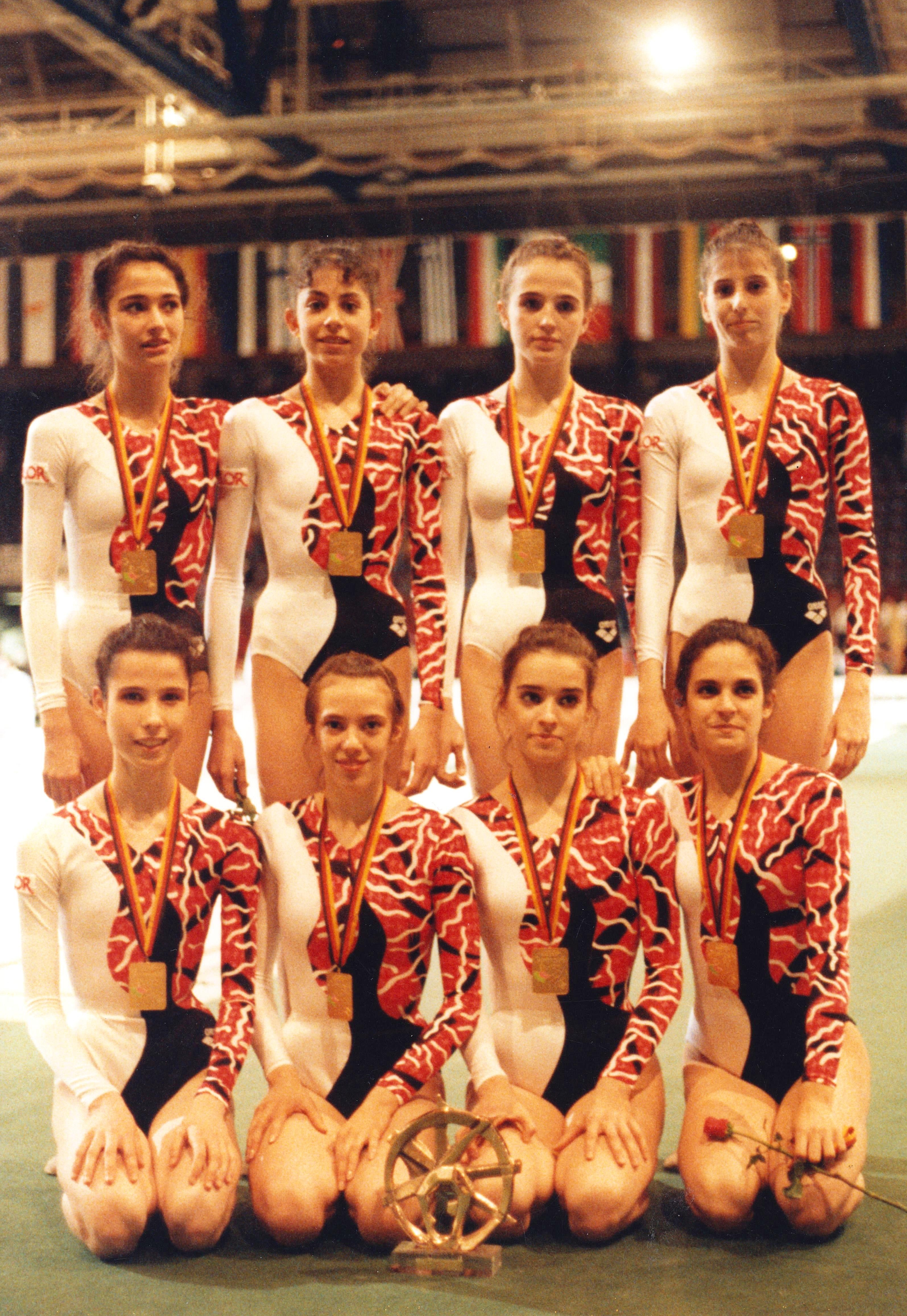
El combinado español tras proclamarse campeón de Europa en Stuttgart (1992).

Las dos gimnastas suplentes en Atenas, Marta Aberturas y Cristina Chapuli, se habían retirado a finales de 1991, permaneciendo para 1992 únicamente el sexteto titular. En el torneo de Karlsruhe de ese año serían plata, y posteriormente fueron invitadas a realizar una exhibición en el torneo de Corbeil-Essonnes. En junio de 1992, ya con nuevos ejercicios, participaron en el Campeonato Europeo de Stuttgart, donde obtuvieron la medalla de oro en el concurso general (compartida con Rusia), además de conseguir otro oro en la final de 3 pelotas y 3 cuerdas y el bronce en 6 cintas. El conjunto estaba integrado por Débora Alonso, Lorea Elso, Bito Fuster, Isabel Gómez, Montse Martín y Gemma Royo, además de las recién incorporadas Alicia Martín y Cristina Martínez como suplentes. El equipo español no competiría en los Juegos Olímpicos de Barcelona debido a que los conjuntos no eran una modalidad olímpica entonces, aunque sí participaría en la ceremonia de apertura encabezando el desfile de las naciones participantes.
Poco después lograron el oro tanto en la Asvo Cup (Austria) como en la general del torneo Alfred Vogel Cup (Países Bajos), donde fueron además plata en 6 cintas y oro en 3 pelotas y 3 cuerdas. Las lesiones de Bito Fuster e Isabel Gómez, hicieron que el conjunto fuese reconfigurado para el Campeonato Mundial de Bruselas, quedando ambas como suplentes y siendo sustituidas en la titularidad de ambos ejercicios por Alicia Martín, Cristina Martínez y Bárbara Plaza, que se añadirían a Débora Alonso, Lorea Elso, Montse Martín y Gemma Royo. En esta competición el conjunto obtendría la medalla de plata en el concurso general, quedándose a solo una décima de poder revalidar el título mundial que habían conseguido el año anterior. Además, el 22 de noviembre lograron el bronce en 6 cintas y el octavo puesto en 3 pelotas y 3 cuerdas. Tras este Mundial, el sexteto titular que había sido campeón del mundo en Atenas el año anterior, se retiraría definitivamente de la competición.

## Reencuentros y homenajes posteriores
Los años posteriores a su retirada, las componentes del conjunto se han vuelto a reunir periódicamente por diversos motivos. El 16 de diciembre de 2017, cinco de ellas (Lorea Elso, Bito Fuster, Montse Martín, Gemma Royo y Marta Aberturas) se reunieron junto a otras exgimnastas del equipo nacional para realizar un homenaje a la exseleccionadora Ana Roncero. En septiembre de 2018, cuatro de las Primeras Chicas de Oro (Lorea Elso, Bito Fuster, Montse Martín y Gemma Royo), viajaron junto a otras exgimnastas de la selección española al Mundial de Gimnasia Rítmica de Sofía para reencontrarse con la ex seleccionadora nacional Emilia Boneva, organizándose además una cena homenaje en su honor. El resto de gimnastas de la selección que asistieron al homenaje a Boneva son Natalia Marín, Vanesa Muñiz, Nuria Cabanillas, Estíbaliz Martínez, Maider Esparza, Ana Bautista, Carmen Acedo, Carolina Pascual, Rosabel Espinosa y Mónica Ferrández.
El 16 de noviembre de 2019, con motivo del fallecimiento de Emilia Boneva, unas 70 exgimnastas nacionales, entre ellas las ocho campeonas mundiales en Atenas, se reunieron en el tapiz para rendirle tributo durante el Euskalgym. El evento tuvo lugar ante 8.500 asistentes en el Bilbao Exhibition Centre de Baracaldo y fue seguido además de una cena homenaje en su honor.

## Legado e influencia
El conjunto nacional de gimnasia rítmica de 1991 consiguió en el Mundial de Atenas el primer título mundial para la rítmica española, logrando en dicha disciplina imponerse por primera vez un país occidental a los países del Este. Sería además el primer equipo femenino español en proclamarse campeón del mundo en un deporte mediático. Reseñas de este hito aparecen en libros como Gimnasia rítmica deportiva: aspectos y evolución (1995) de Aurora Fernández del Valle, Enredando en la memoria (2015) de Paloma del Río o Pinceladas de rítmica (2017) de Montse y Manel Martín.

## Equipamientos
| Período     | Proveedor |
| ----------- | --------- |
| 1989 - 1992 | Arena     |

## Música de los ejercicios
| Año         | Aparatos              | Música                                                                                 |
| ----------- | --------------------- | -------------------------------------------------------------------------------------- |
| 1989 - 1990 | 12 mazas              | «España cañí», pasodoble compuesto por Pascual Marquina Narro.                         |
| 1990        | 12 mazas              | Pieza Asturias (Leyenda), perteneciente a la Suite española, Op. 47 de Isaac Albéniz.  |
| 1990 - 1991 | 3 pelotas y 3 cuerdas | «Spain» de Chick Corea, versionada por Michel Camilo y Tomatito.                       |
| 1991 - 1992 | 6 cintas              | «Tango Jalousie», compuesto por Jacob Gade.                                            |
| 1991        | 3 pelotas y 3 cuerdas | «Campanas», de Víctor Bombi.                                                           |
| 1992        | 6 cintas              | Pieza Sevilla, perteneciente a la Suite española, Op. 47 de Isaac Albéniz.             |
| 1992        | 3 pelotas y 3 cuerdas | Música del ballet Arraigo de Jerónimo Maesso, creado para el coreógrafo Víctor Ullate. |

## Palmarés deportivo

### Selección española
| 1990 - DTB-Pokal Karlsruhe Oro en concurso general - Gymnastic Masters de Stuttgart Bronce en concurso general - Final de la Copa del Mundo en Bruselas Bronce en concurso general Bronce en 12 mazas Bronce en 3 pelotas y 3 cuerdas - Campeonato de Europa de Goteborg Bronce en concurso general Plata en 12 mazas Bronce en 3 pelotas y 3 cuerdas - Wacoal Cup Plata en concurso general 1991 - DTB-Pokal Karlsruhe Oro en concurso general - Gymnastic Masters de Stuttgart Bronce en concurso general Bronce en 6 cintas Bronce en 3 pelotas y 3 cuerdas - Campeonato del Mundo de Atenas Oro en concurso general Plata en 6 cintas Plata en 3 pelotas y 3 cuerdas | 1992 - DTB-Pokal Karlsruhe Plata en concurso general - Campeonato de Europa de Stuttgart Oro en concurso general Bronce en 6 cintas Oro en 3 pelotas y 3 cuerdas - Asvo Cup Oro en concurso general - Alfred Vogel Cup Oro en concurso general Plata en 6 cintas Oro en 3 pelotas y 3 cuerdas - Campeonato del Mundo de Bruselas Plata en concurso general Bronce en 6 cintas 8º puesto en 3 pelotas y 3 cuerdas |

## Premios, reconocimientos y distinciones
- Medalla al Mérito Gimnástico, otorgada por la Real Federación Española de Gimnasia (1991)

## Galería

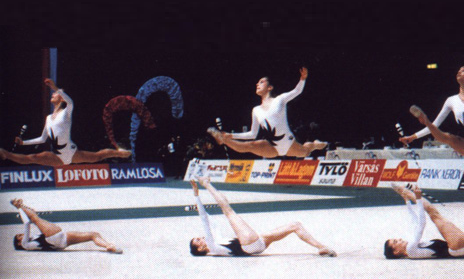
Ejercicio de mazas del conjunto español en el Europeo de Goteborg (1990).
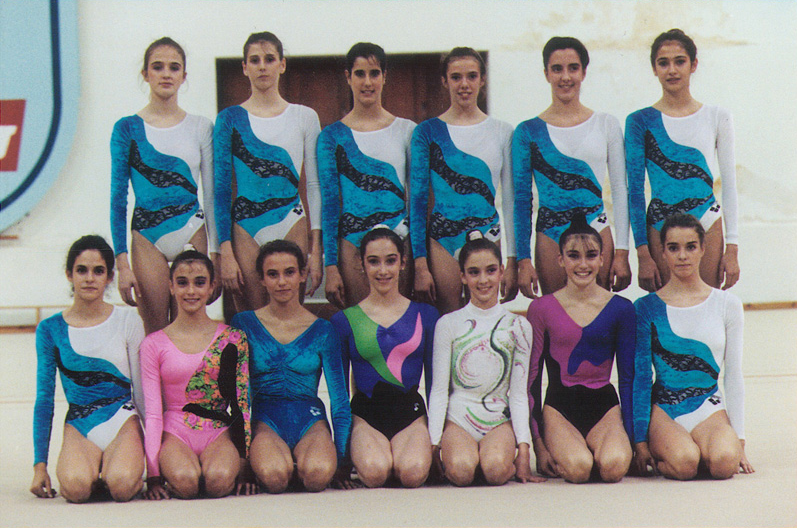
La selección nacional en el Gimnasio Moscardó (1991).
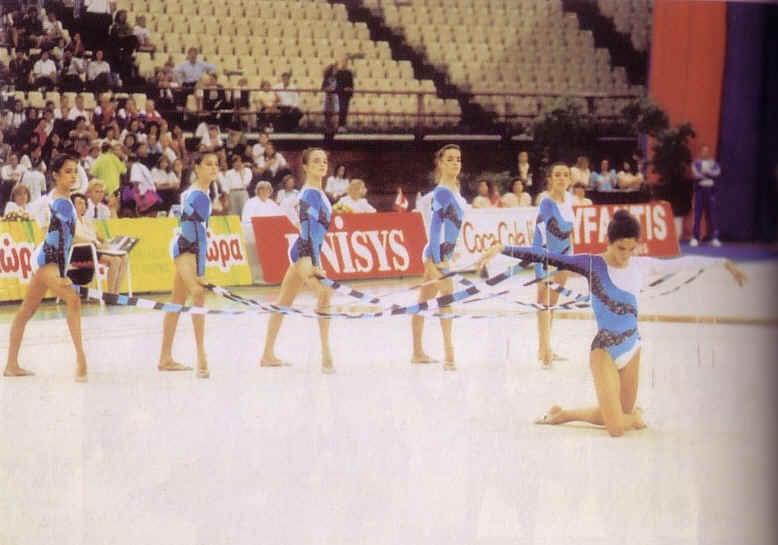
Inicio del ejercicio de 6 cintas en el Mundial de Atenas (1991), cuya música es el «Tango Jalousie» de Jacob Gade.
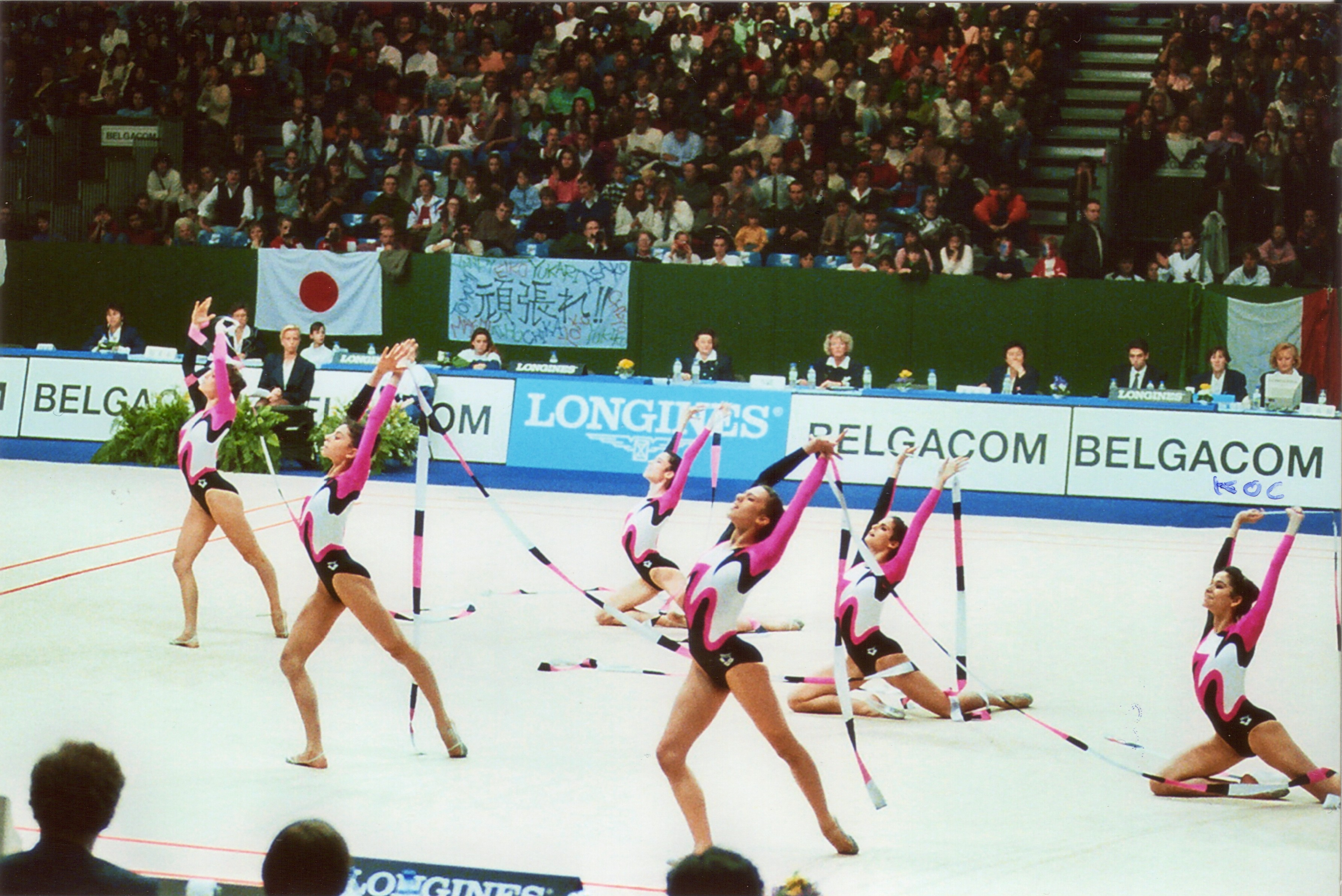
Final del ejercicio de cintas en el Mundial de Bruselas (1992), donde usan la pieza Sevilla de la Suite española, Op. 47 de Isaac Albéniz.
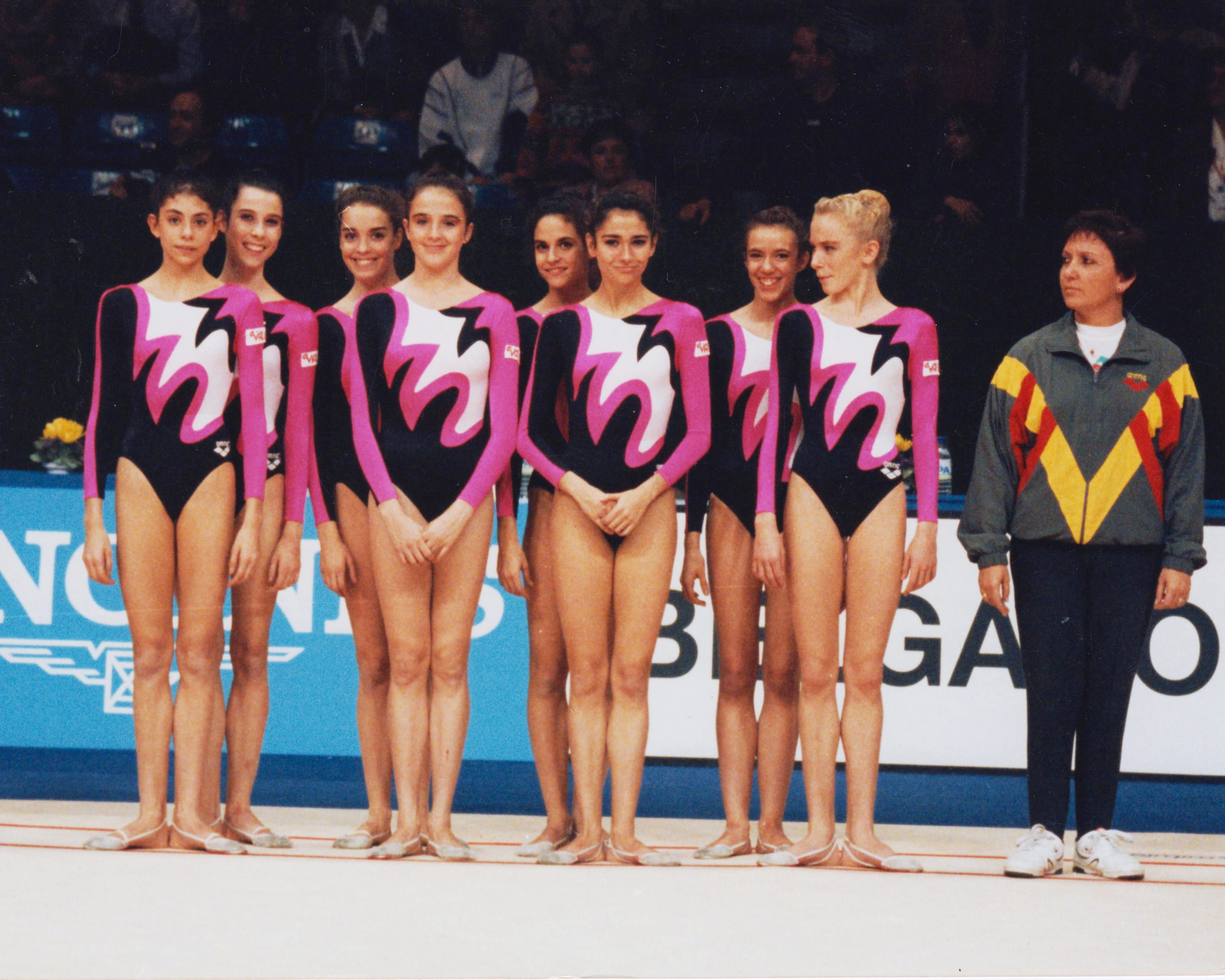
El equipo español antes de subir al podio en dicho Mundial.
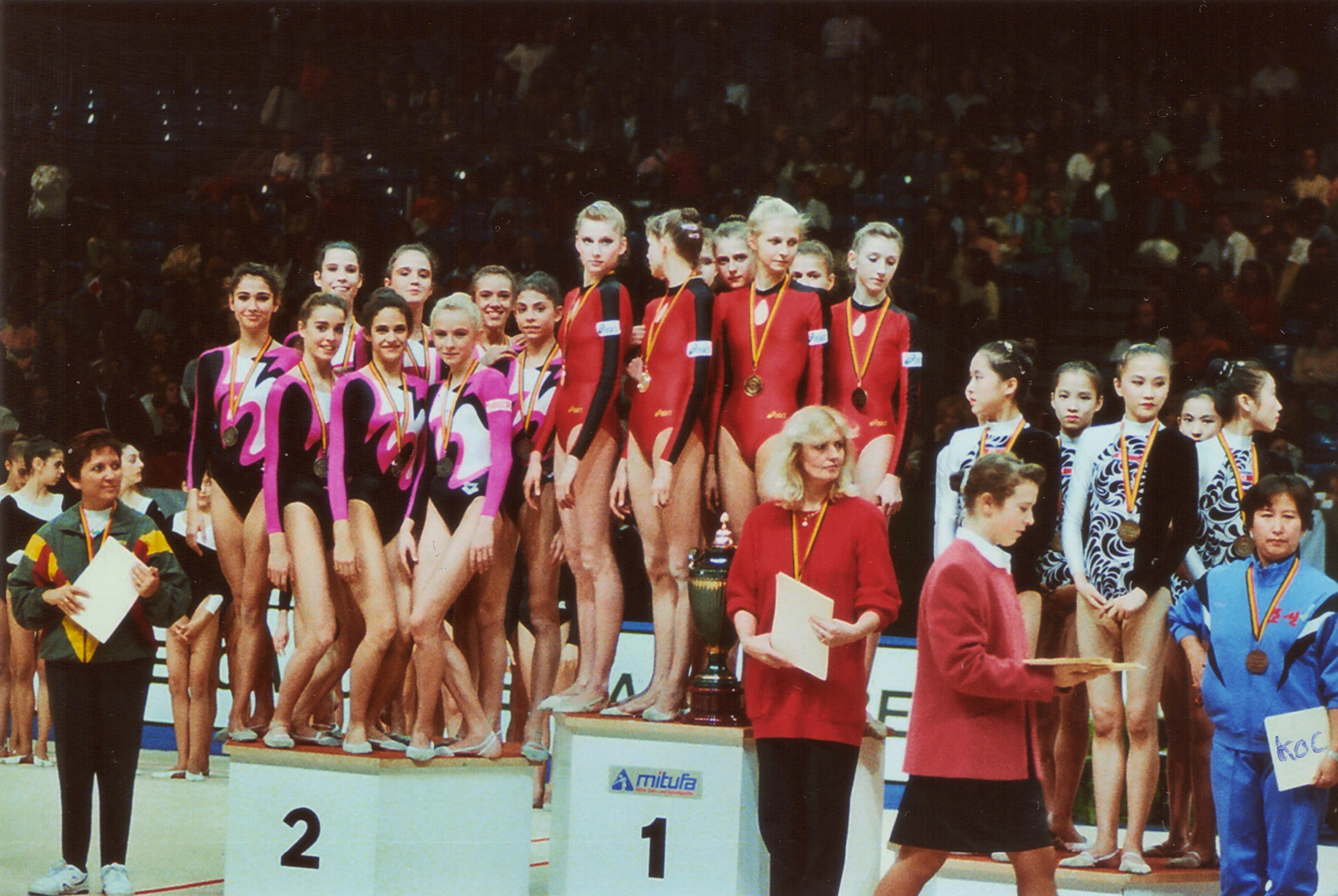
El conjunto español con la plata en el podio del concurso general en dicho Mundial.
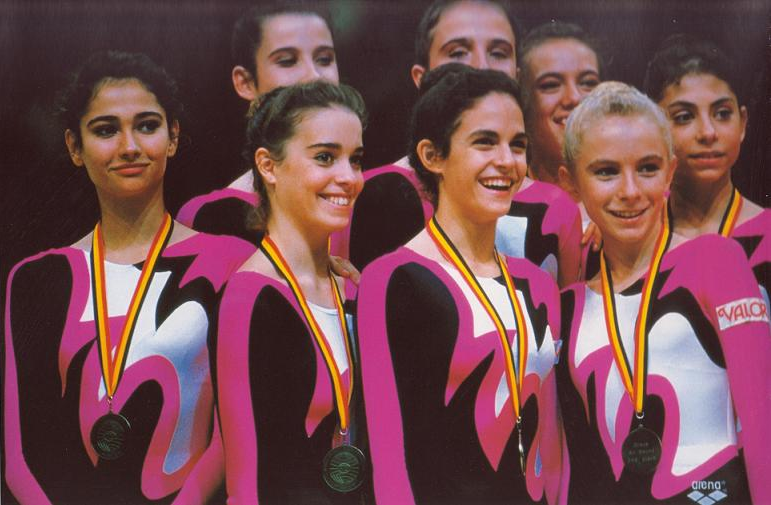
Primer plano del conjunto en el podio de la general de Bruselas.

## Filmografía

### Programas de televisión
| Programas de televisión | Programas de televisión  | Programas de televisión | Programas de televisión                                                 |
| Año                     | Título                   | Cadena                  | Notas                                                                   |
| ----------------------- | ------------------------ | ----------------------- | ----------------------------------------------------------------------- |
| 1990                    | Camarada Boneva          | La 2 de TVE             | Aparición en reportaje                                                  |
| 1991                    | De tú a tú               | Antena 3                | Invitadas                                                               |
| 1991                    | Tele 5 ¿dígame?          | Telecinco               | Invitadas                                                               |
| 1991                    | VIP Tarde                | Telecinco               | Invitadas                                                               |
| 2019                    | ¿Dónde estabas entonces? | La Sexta                | Imágenes de archivo y aparición de Lorea Elso y Gemma Royo en reportaje |